# Weliger

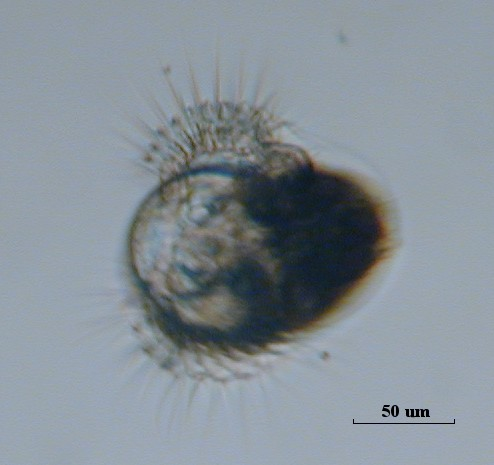
Weliger Dolabrifera dolabrifera

Weliger (łac. veliger – niosący żagiel), żeglarek – planktoniczna larwa wielu mięczaków, charakteryzująca się obecnością zawiązka nogi, głowy, płaszcza, jamy płaszczowej i rozwijającego się gruczołu wytwarzającego muszlę, oraz – w przedgębowym odcinku – opatrzonego rzęskami wieńca zwanego żagielkiem (wellum), pełniącego funkcję narządu do pływania.